# Erycibe subsericea
Erycibe subsericea är en vindeväxtart som beskrevs av Hoogl. Erycibe subsericea ingår i släktet Erycibe och familjen vindeväxter. Inga underarter finns listade i Catalogue of Life.